# Monumento Nacional Cesar E. Chavez
El Monumento Nacional Cesar E. Chavez es un monumento nacional oficial en Estados Unidos. Posee 116 acres (47 ha) y está ubicado en Keene, Condado de Kern, California,  a aproximadamente 51,5 km fuera de Bakersfield, California. 
La propiedad era la sede del United Farm Workers of America (UFW) y hogar de César Chávez desde los años 1970 hasta su muerte en 1993.